# 刘兴居
劉興居（？—前177年），汉高祖刘邦之孙，齐悼惠王刘肥第三子，汉朝宗室。

## 生平
前182年，刘兴居受封为东牟侯。居住在長安。前180年，呂后死後，他与兄长朱虚侯刘章作为内应，想拥立大哥劉襄为皇帝。周勃、陈平等誅殺諸呂後，擁立了代王刘恒，为汉文帝。刘兴居为了寻求立功，与太仆汝阴侯夏侯婴入宫，直称后少帝非刘氏不当立，将其逐出宫外，当夜后少帝及其兄弟就被有司诛杀。
因刘章、刘兴居灭诸吕有功，大臣们答应封他们为赵王、梁王，但文帝得知他们最初想立的是刘襄，就把他们的功劳压下去了。前178年，封劉章为城阳王、劉興居为济北王。
劉興居因为兄长齊王劉襄没当上皇帝，心怀不满。匈奴大举入侵，丞相灌嬰率兵討匈奴，文帝屯驻太原。劉興居趁机起兵反朝廷。文帝知道後，回長安，任命柴武为大将軍讨伐济北王劉興居。前177年，劉興居失败，自殺。而与劉興居一起叛乱的则都予以赦免。

## 註解
1. ↑  《汉书》卷四：乃遂立辟彊為河間王，章為城陽王，興居為濟北王。
2. ↑  《汉书》卷四：濟北王興居聞帝之代，欲自擊匈奴，乃反，發兵欲襲滎陽。於是詔罷丞相兵，以棘蒲侯柴武為大將軍，將四將軍十萬眾擊之。祁侯繒賀為將軍，軍滎陽。秋七月，上自太原至長安。詔曰：「濟北王背德反上，詿誤吏民，為大逆。濟北吏民兵未至先自定及以軍城邑降者，皆赦之，復官爵。與王興居去來者，亦赦之。」八月，虜濟北王興居，自殺。赦諸與興居反者。